# بروس واين (ثلاثية فارس الظلام)
بروس واين (بالإنجليزية: Bruce Wayne)‏، والمعروف أيضًا بشخصيته الحارسة باتمان، وهو شخصية خيالية والبطل الرئيسي في ثلاثية كريستوفر نولان لأفلام الأبطال الخارقين، استنادًا إلى شخصية دي سي كوميكس التي تحمل الاسم ذاته، والتي أنشأها بيل فينغر مع بوب كين. جسد كريستيان بيل هذه الشخصية في هذا الإصدار، والذي تم استكشافه بشكل أكثر تعمقًا بدون شكّ مقارنةً بسلسلة الأفلام السابقة مِنْ قِبَلِ تيم برتون وجويل شوماخر، حيث توفر سلسلة أفلام فارس الظلام قوسًا كاملاً للشخصية، وهو ما اعتزم نولان فعله كي تكون الشخصية أكثر واقعية من التجسيدات السابقة.
في الأفلام الثلاثة، بروس مالك شركة التكنولوجيا واين إنتربرايزز الملياردير. بعدما شهد مقتل والديه في سن الثامنة، يسافر بروس حول العالم للتدريب على مكافحة الجريمة، ويعود للمطالبة بميراث شركة والده. بعد ذلك، بدأ بروس في محاربة الجريمة في مدينة غوثام بشخصية باتمان، مستخدمًا التكنولوجيا المتقدمة في القيام بذلك وبناء شخصيته على قهر خوفه من الخفافيش.
غالبًا ما يُعد تجسيد بيل لباتمان أحد أعظم الشخصيات في الفيلم، ويُنسب إليه أيضًا الفضل في نجاح سلسلة أفلام فارس الظلام، حيث حقق كلا الفيلمين الأخيرين أكثر من مليار دولار لكل منهما، وبالتالي، استعادة الإهتمام العام لشخصية باتمان في القرن الحادي والعشرين.